# تاريخ الألمان في بولندا

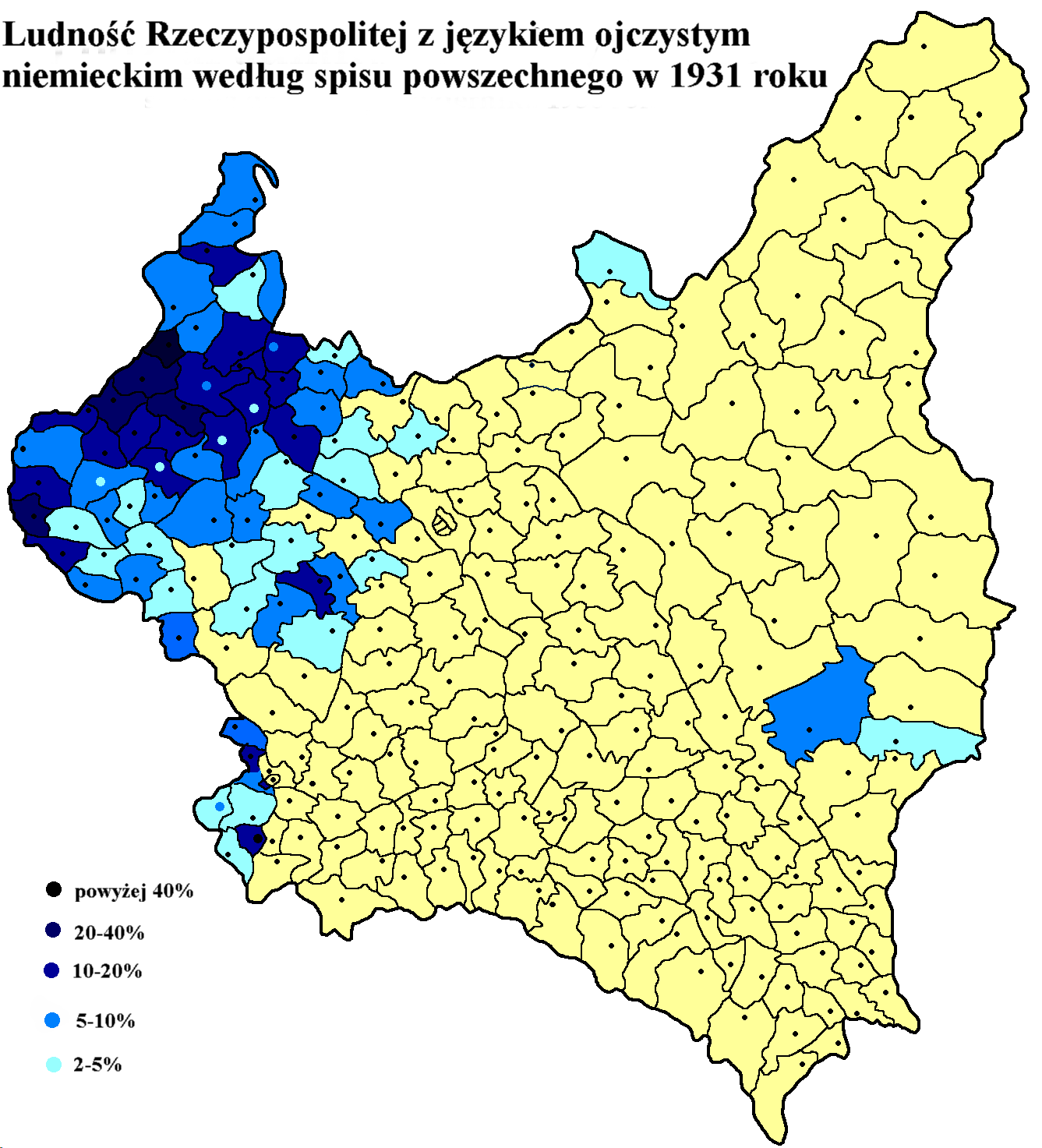
تردد اللغة الألمانية في بولندا بناءً على التعداد البولندي لعام 1931

يعود تاريخ الألمان في بولندا إلى ما يقرب من ألف عام. كانت بولندا في أحد الأزمنة أكبر مملكة في أوروبا. كانت أيضًا أكثر دول أوروبا تعددًا للأعراق خلال فترة العصور الوسطى. امتدت على سهل شاسع بدون حدود طبيعية، وقطنها عدد قليل من المجموعات السكانية المتفرقة ذات الأصول العرقية المتعددة، من ضمنهم البولنديون أنفسهم، والألمان في مدن بروسيا الغربية، والروثينيين في ليتوانيا. كان 5-10% من المهاجرين من المستوطنين الألمان. (خلال العصور الوسطى، لم توجد دولة ألمانية المتجانسة؛ كانت كلمة «الألمان»، تشير إلى الأشخاص الناطقين بالألمانية، بما في ذلك السلاف البولابيون والصرب المتألمنين).
منح الأمراء البولنديون الألمان في المدن حكمًا ذاتيًا بشكل كامل وفقًا لـ «الحق التوتونيوني» (ما دعي لاحقًا، «حق ماغديبورغ»)، على غرار قوانين مدن روما القديمة. وبهذه الطريقة ظهر نمط مدن العصور الوسطى الأوربية الألمانية الغربية. قبل نهاية القرن الثالث عشر، حولت حوالي مائة مدينة بولندية إلى مؤسسات محلية على نمط ماغديبورغ. لا ينبغي أن يعادل اعتماد قوانين ماغديبورغ بالاستعمار الألماني في بولندا، حيث استخدمت القوانين في العديد من الأماكن التي يسكنها البولنديون فقط.). كانت الطبقات الحاكمة تتألمن بشكل متزايد ويتكلمون الألمانية. في مجمع Łęczyca عام 1285، حذر رئيس أساقفة غنزينو ياكوب شوفينكا من أن بولندا قد تصبح «ساكسونيا جديدة» في حال سار الإهمال الألماني للغة البولندية والعادات ورجال الدين والناس العاديين دون رادع. بحلول نهاية العصور الوسطى، كان هناك عدد كبير من السكان في عدة مدن بولندية غربية يتحدثون الألمانية، وكانت بعض الوثائق المحلية مكتوبة باللغة الألمانية بشكل جزئي (حتى نقلت إلى اللاتينية، ثم إلى البولندية في وقت لاحق).

## التاريخ
حمل القرن الثالث عشر تغييرات أساسية في بنية المجتمع البولندي ونظامه السياسي. بسبب التجزئة والصراعات الداخلية المستمرة، لم يتمكن دوقات بياست من تثبيت الحدود الخارجية لبولندا في عهد أوائل الحكام من سلالة بياست. قطعت بوميرانيا العليا الغربية علاقاتها السياسية مع بولندا في النصف الثاني من القرن الثاني عشر، ومنذ عام 1231 أصبحت إقطاعة لمرغريفية براندنبورغ، التي وسعت ممتلكاتها من بوميرانيا في عام 1307 إلى الشرق، واستولت على منطقتي سوافنو و سووبسك. استقلت بوميريليا أو غداينسك بوميرانيا عن الدوقات البولنديين منذ عام 1227. في منتصف القرن الثالث عشر، منح بوليستواف الثاني منطقة لوبوش لاند إلى المرغريفية، ما أفسح مجالًا لإنشاء نويمارك الذي نتج عنه عواقب سلبية بعيدة المدى على سلامة الحدود الغربية. في الجنوب الشرقي، لم يكن ليسيك الأبيض قادرًا على الحفاظ على هيمنة بولندا على منطقة هاليتش في روس الكييفية، وهي منطقة تغير حاكموها في عدة حوادث.
أصبح الوضع الاجتماعي معتمدا بشكل متزايد على حجم الأراضي الإقطاعية الممتلكة. وشملت تلك الأراضي، الأراضي التي يسيطر عليها أمراء سلالة بياست، ومنافسوهم من كبار ملاكي الأراضي العلمانيين والكيانات الكنسية، وصولًا إلى طبقة الفرسان؛ تراوحت القوى العاملة من الأفراد «الأحرار» المأجورين، إلى الأقنان المرتبطين بالأرض، إلى العبيد (المشتراة أو عبيد الحرب وغيرهم من السجناء). اكتسبت الطبقة العليا من اللوردات الإقطاعيين، الكنيسة في البداية ثم الآخرون، حصانةً اقتصاديةً وقانونيةً، ما جعلهم معفيين إلى حد كبير من السلطة القضائية للمحكمة والالتزامات الاقتصادية (بما في ذلك الضرائب)، التي فرضها سابقًا الدوقات الحاكمون.
أدت الحرب الأهلية والغزوات الأجنبية، مثل الغزوات المغولية في أعوام 1241 و 1259 و 1287، إلى إضعاف وإخلاء العديد من المقاطعات البولندية الصغيرة، حيث ازداد انقسام البلاد بشكل تدريجي. أدى انخفاض عدد السكان والطلب المتزايد على العمالة في الاقتصاد النامي إلى هجرة جماعية من فلاحي أوروبا الغربية، ومعظمهم من المستوطنين الألمان، إلى بولندا (كانت أولى الموجات من ألمانيا وفلاندر في عشرينيات القرن الثاني عشر). كانت المستوطنات الألمانية، والبولندية، وغيرها من المستوطنات الريفية الجديدة شكلًا من أشكال الإيجار الإقطاعي المتمتع بالحصانة، وغالبًا ما استخدمت قوانين المدن الألمانية كأساس قانوني لها. كان للمهاجرون الألمان أهمية في نهوض المدن وتأسيس الطبقة البرجوازية البولندية (التجار سكان المدينة)؛ فقد جلبوا معهم قوانين وأعراف أوروبا الغربية (حقوق ماغديبورغ) التي تبناها البولنديون. منذ ذلك الوقت، كان الألمان، الذين أنشأوا أولى المؤسسات القوية (بقيادة النبلاء) خاصةً في المراكز الحضرية في سيليزيا ومناطق أخرى من غرب بولندا، أقلية ذات تأثير متزايد في بولندا.
في عام 1228، صادق فوادسواف الثالث لاسكنوغي على قانوانين شينيا. وعد دوق بولندا الفخري بتوفير «قانون عادل ونبيل وفقًا لمجلس الأساقفة والبارونات». شملت هذه الضمانات والامتيازات القانونية ملاك الأراضي من المستوى الأدنى - الفرسان، الذين تحولوا إلى طبقة النبلاء الدنيا والمتوسطة التي عرفت فيما بعد باسم شلختا. أضعفت فترة التجزؤ الحكام وأسست لاتجاه دائم في التاريخ البولندي، حيث توسعت حقوق ودور النبلاء على حساب الملك.

### المستوطنة شرقًا
وشمل ذلك الاستعمار الداخلي، المرتبط بهجرة السكان الأصليين من الريف إلى المدينة، واعتمدت العديد من المدن البولندية قوانين تستند إلى تلك الموجودة في مدينتي لوبيك وماغديبورغ الألمانيتين. استُوردت بعض الأساليب الاقتصادية كذلك من ألمانيا.
منذ بداية القرنين الرابع عشر والخامس عشر، دعمت سلالة بياست البولندية السيليزية المستوطنين الألمان على الأرض، والذين أسسوا خلال عقود بلدات وقرى بموجب قانون المدن الألماني، ولا سيما بموجب قانون مدينة ماغديبورغ (قانون ماغديبورغ).
لم يكن مرسوم التأسيس لعام 1257 الذي أصدره بوليستواف الخامس العفيف بخصوص كراكوف، مرسومًا عاديًا لأنه قام وبشكل واضح بتفريق السكان البولنديين المحليين ممن يعيشون في المدينة، من أجل تجنب هجرة السكان من المستوطنات القائمة مسبقًا، الأمر الذي يؤدي إلى خسارة الضرائب. أنشأت مستوطنة أوستسيتلونغ غالبًا بالقرب من قلعة موجودة مسبقًا كانت داخل المدينة الحالية، كما هو حال بوزنان (بوزين) وكراكوف.